# Мелехово (Ярославская область)
Ме́лехово — деревня в Михайловском сельском округе Волжского сельского поселения Рыбинского района Ярославской области .
Деревня расположена с южной части поселения с восточной стороны от автомобильной дороги, идущей от центра сельского округа Михайловского на Александрову Пустынь, между деревнями Семенники (около 1 км на север, в сторону Михайловского) и Александровой пустынью (около 2 км на юг). Просёлочная дорога от Мелехово в восточном направлении ведёт в долину Языковки к деревням Легки и Леонтьевское, крайним юго-восточным населённым пунктам сельского поселения. Другая просёлочная дорога от Мелехово ведёт на северо-восток к деревне Михеевка, которая также расположена на Языковке, но выше деревень Легки и Леонтьевское . Третья просёлочная дорога от Мелехово ведёт в северо-западном направлении к деревне Каликино .
Деревня Мелехова указана на плане Генерального межевания Рыбинского уезда 1792 года.
На 1 января 2007 года в деревне числилось 16 постоянных жителя . Почтовое отделение Семенники обслуживает в деревне Мелехово 14 домов.